# Сато, Рюдзи
Рюдзи Сато (яп. 佐藤 隆治; род. 16 апреля 1977, Нагоя) — японский футбольный арбитр, с 2009 года арбитр ФИФА. Дебютировал на международной арене в 2009 году. Является самым востребованным футбольным арбитром из Японии на международной арене, перейдя на смену Юити Нисимуры который ушёл на пенсию в 2014 году.
Начал заниматься футбольным судейством в матчах японской Джей-лиги. В 2009 году получил статус арбитра ФИФА, дебютировал на международной арене 29 марта 2009 года судейством матча между сборными Южной Кореи и Ирана в рамках отборочного турнира к Чемпионату Восточной Азии по футболу 2010 года. В июне 2011 года был привлечён к судейству международного частного турнира национальных сборных Кубка Кирин, проводимого одной из японских пивных компаний. В 2014 году был привлечён к судейству отборочных матчей к Кубку Азии 2015 года, в финальной стадии турнира обслуживал три матча включая полуфинальный поединок между сборными сборными Ирака и Южной Кореи. В 2015 году был выбран в качестве резервного арбитра для матчей клубного чемпионат мира в Японии.
В 2018 году, решением ФИФА, был выбран в качестве главного арбитра для обслуживания матчей Чемпионата мира в России.
В январе 2019 года приглашён для обслуживания матчей Кубка Азии по футболу, который проходил в ОАЭ.